# Śluza Swoboda
Śluza Swoboda – siódma śluza na Kanale Augustowskim (licząc od strony Biebrzy). Położona jest pośród Puszczy Augustowskiej nieopodal Jeziora Studzienicznego w Swobodzie na obszarze Augustowa.
Wybudowana w latach 1826–1827 przez ppłk. inż. Jana Pawła Lelewela. W latach 60. XX wieku przeszła modernizację polegającą na zastąpieniu oryginalnych drewnianych wrót metalowymi poruszanymi mechanizmem napędzanym korbą, wybudowaniu charakterystycznego żelbetowego mostu, oraz wybetonowaniu awanportu. Nowy system poruszania wrót nie sprawdził się i został przez jednego z późniejszych śluzowych zdemontowany i zastąpiony oryginalnym systemem dyszli. Przy śluzie położony jest staw Swoboda, zasilający ją w wodę.
W roku 2018 wyremontowano śluzę Swoboda kosztem 5,1 mln zł. Była to ostatnia śluza po stronie polskiej, która doczekała się remontu. W sobotę (13 października 2018) odbył się piknik "Jesień nad Kanałem Augustowskim", w czasie którego uroczyście oddano do użytku wyremontowaną śluzę.
- Położenie: 47,4 kilometr kanału
- Różnica poziomów: 1,7 m
- Długość: 45,77 m
- Szerokość: 5,95 m
- Wrota: metalowe
- Lata budowy: 1826–1827
- Kierownik budowy: ppłk. inż. Jan Paweł Lelewel

## Galeria

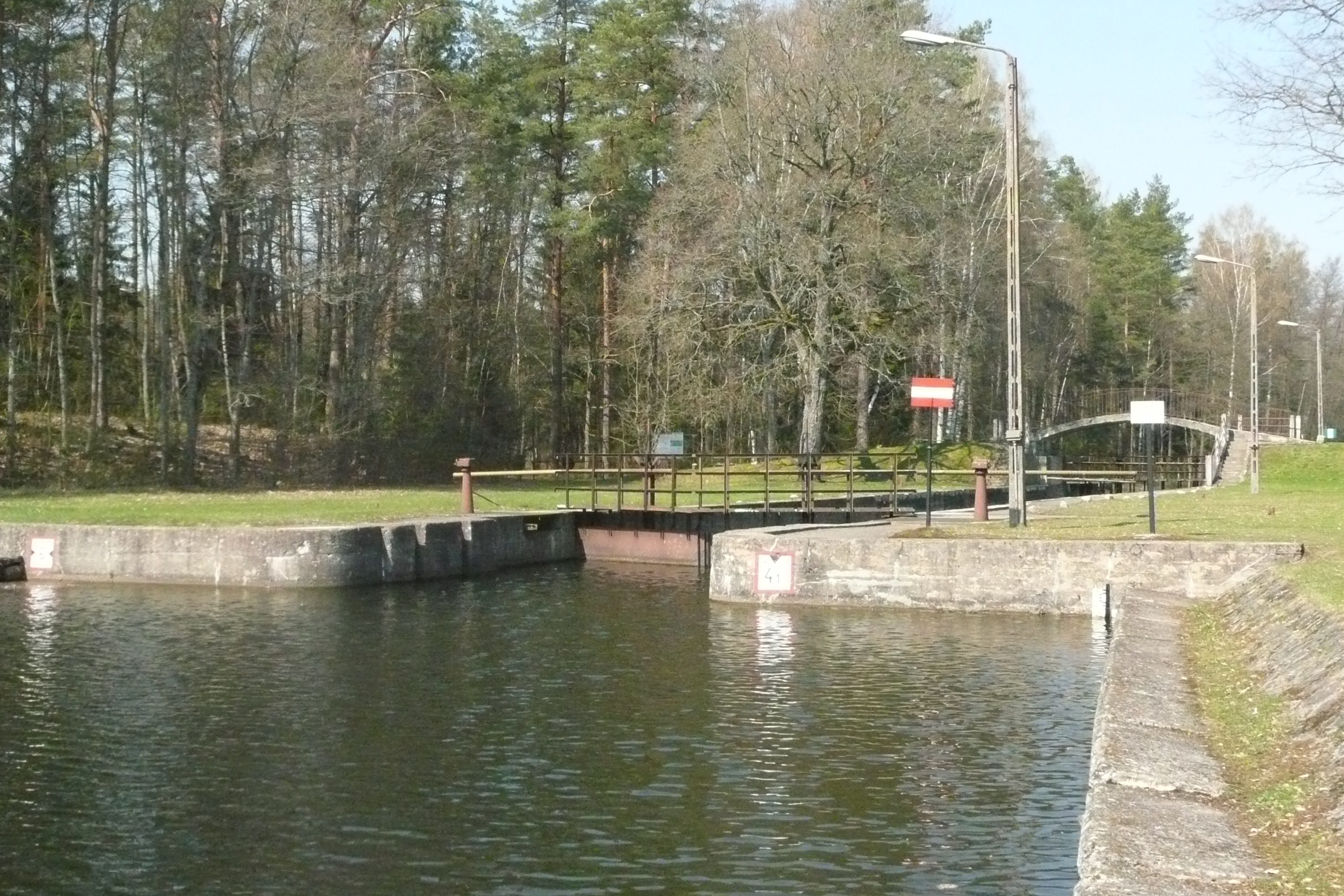
Górne wrota od strony stawu Swoboda
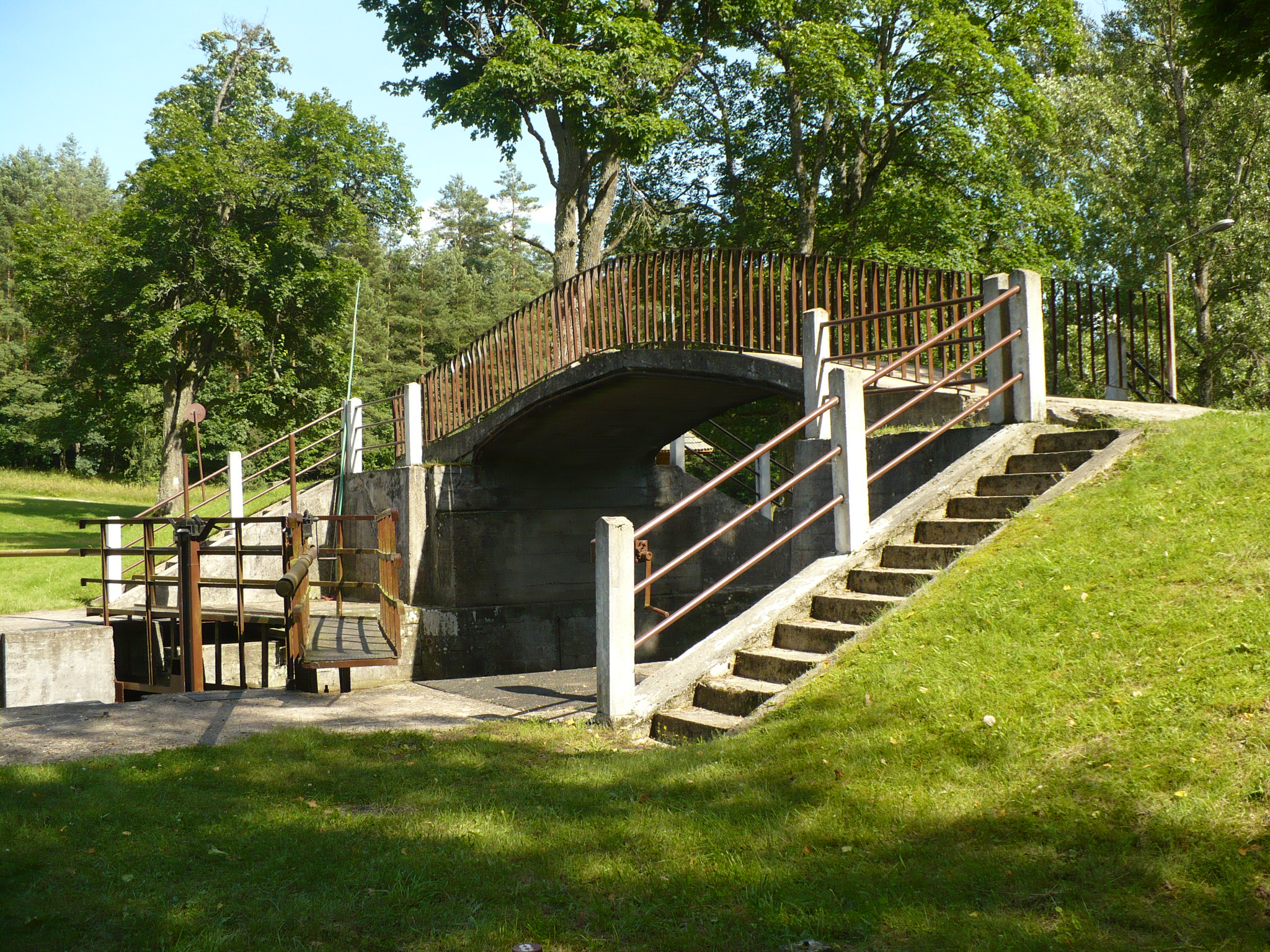
Kładka nad śluzą
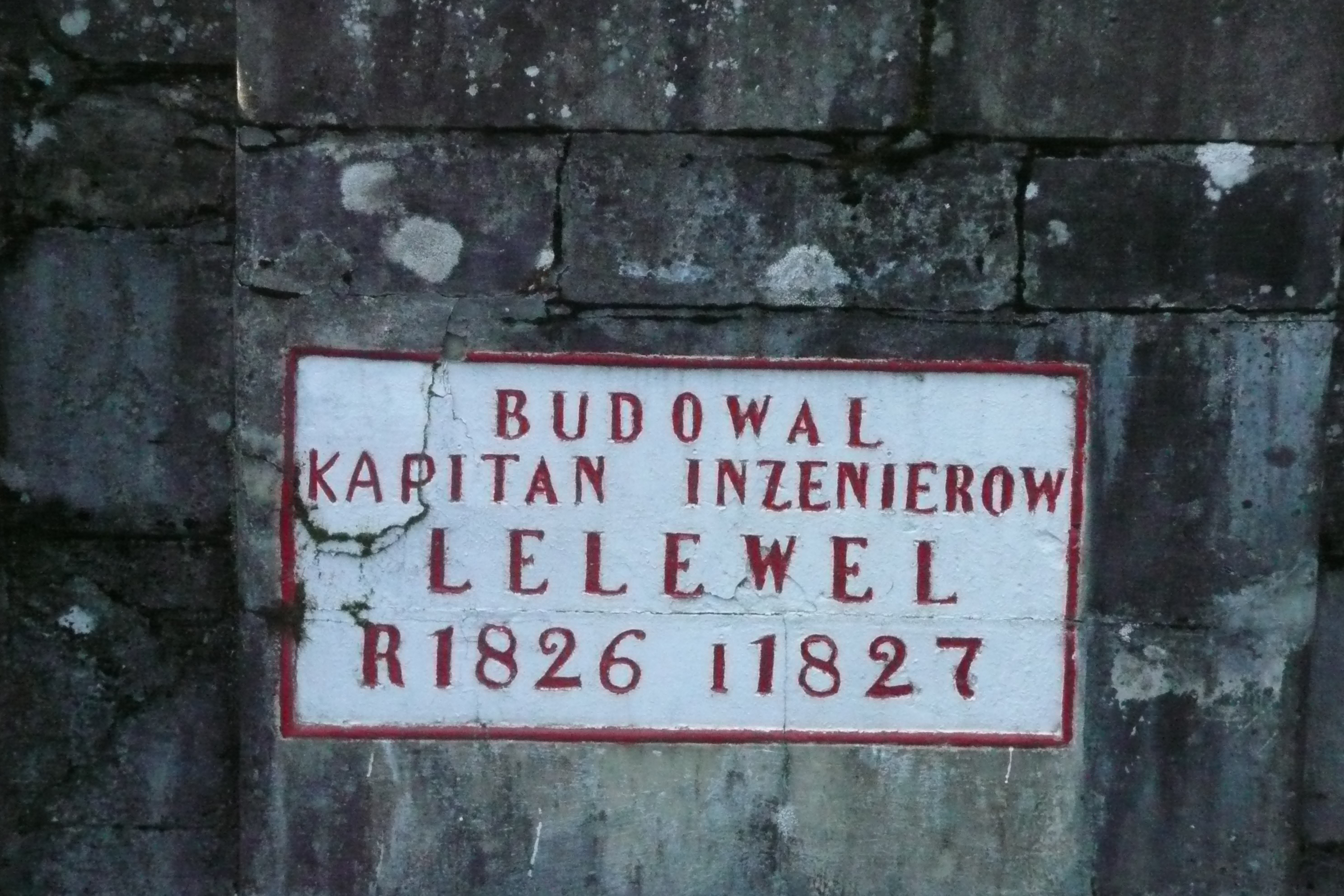
Tablica z nazwiskiem budowniczego
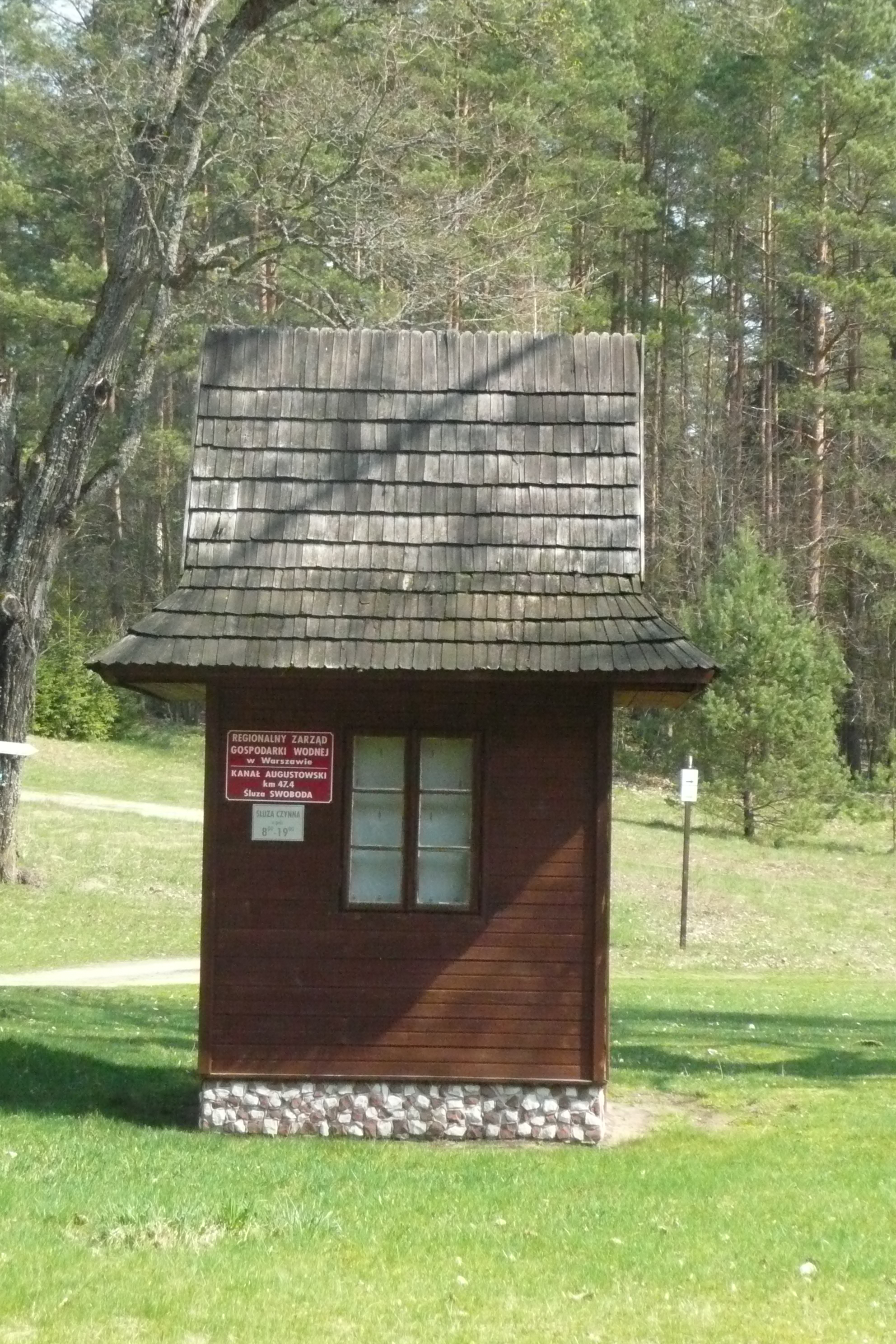
Budka obsługi śluzy
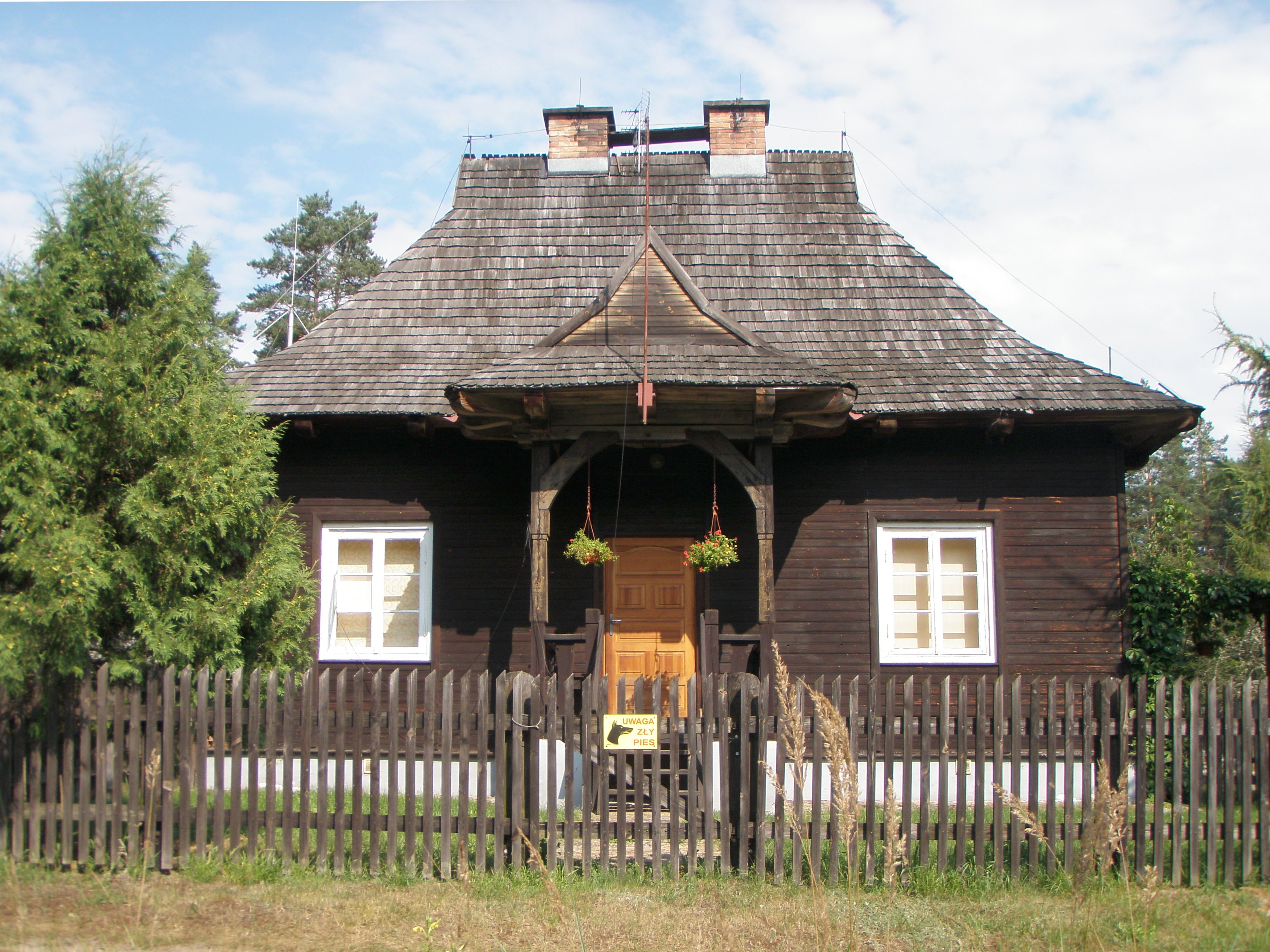
Dom mieszkalny obsługi
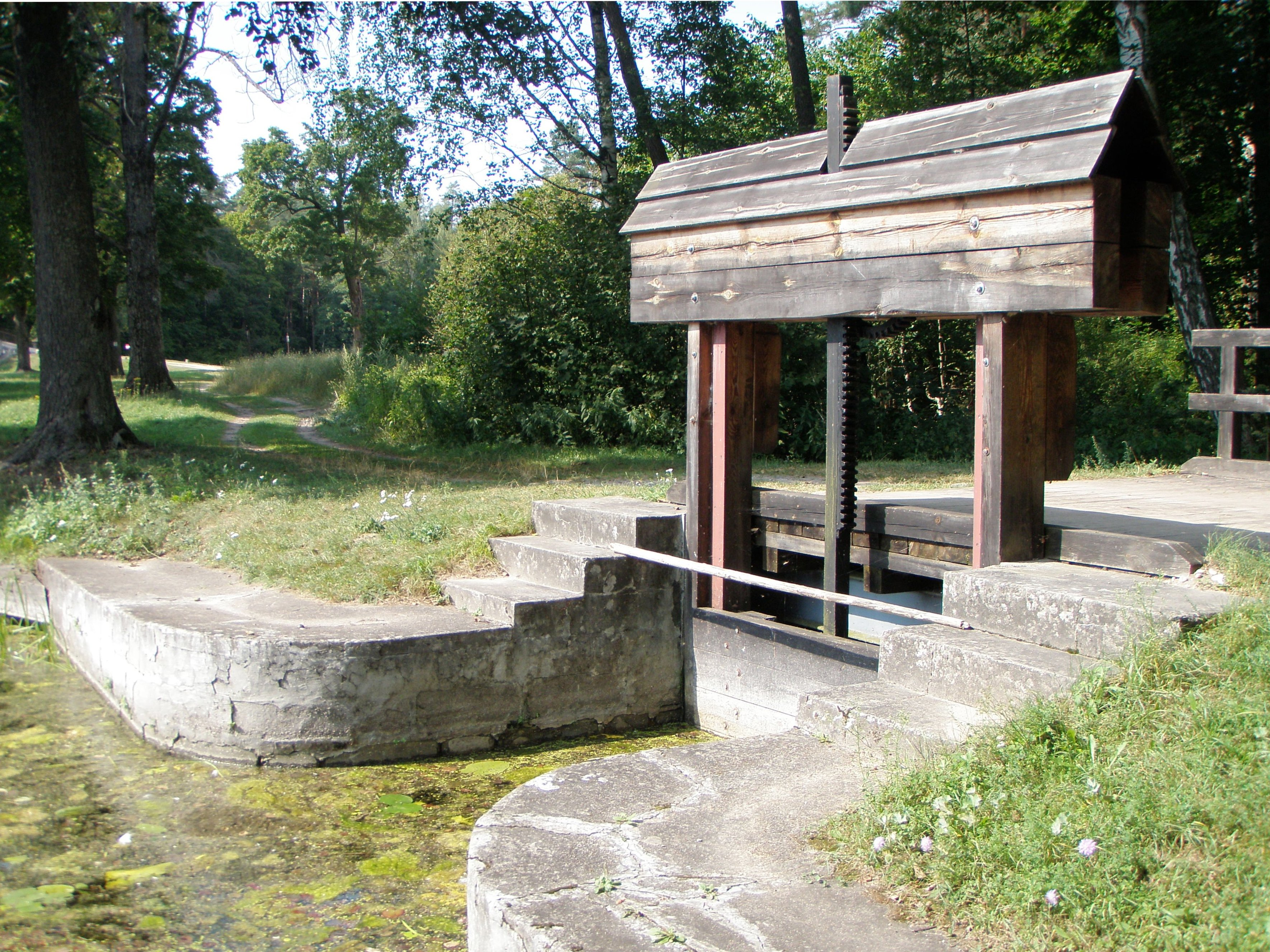
Jaz na kanale odprowadzającym nadmiar wód
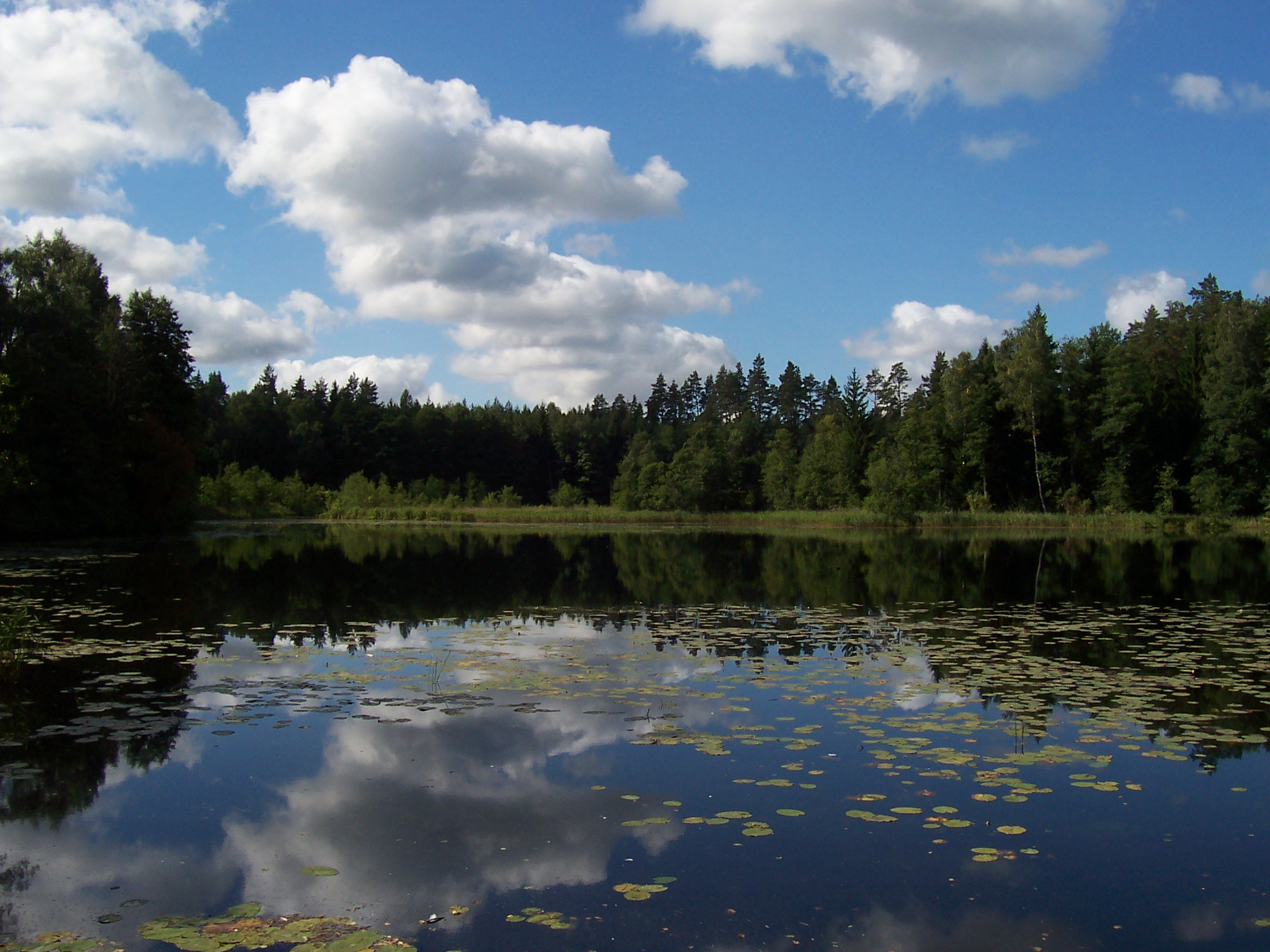
Staw Swoboda